# تصريحات حول اضطهاد البهائيين
لقد تعرض أعضاء الديانة البهائية للاضطهاد في بلدان مختلفةٍ، وخاصةً في إيران، حيث يوجد أحد أكبر تجمعات البهائيين في العالم. نشأت الديانة البهائية في إيران، وتمثل أكبر أقليةٍ دينيةٍ في ذلك البلد. منذ الجزء الأخير من القرن العشرين، أدلت العديد من المنظمات الخارجية مثل الأمم المتحدة، ومنظمة العفو الدولية، والاتحاد الأوروبي، والولايات المتحدة بتصريحات تندد باضطهاد البهائيين، مطالبةً بالحفاظ على حقوق الإنسان. تعرض أعضاء المجتمع البهائي في إيران لاضطهادات مستمرةٍ من الاعتقالات غير المبررة، والسجن غير القانوني، والضرب، والتعذيب، والإعدام غير المبرر، ومصادرة وتدمير الممتلكات المملوكة للأفراد والمجتمع البهائي، والحرمان من العمل، والحرمان من المزايا الحكومية، والحرمان من الحقوق والحريات المدنية، والحرمان من الوصول إلى التعليم العالي.

## عام

### الأمم المتحدة

الأمم المتحدة

نشرت هيئة الأمم المتحدة ولجنة الأمم المتحدة لحقوق الإنسان تقارير عن اضطهاد البهائيين منذ الثورة الإيرانية عام 1979م؛ وفي كل عامٍ منذ عام 1984م، باستثناء عام 2002م، حيث أصدرت لجنة الأمم المتحدة لحقوق الإنسان قرارًا يعرّب عن القلق بشأن انتهاكات حقوق الإنسان ضد البهائيين في إيران. وقد أصدر الممثل الخاص للأمم المتحدة بشأن إيران، البروفيسور جاليندو بول، والقانوني الكندي وأستاذ القانون في جامعة كولومبيا البريطانية، موريس كوبيثورن، والمقرر الخاص المعني بالتعصب الديني، البروفيسور عبد الفتاح عمر، تقارير عن الاضطهاد الذي يواجهه البهائيون في إيران. لقد كتبت اللجنة على مر السنين:
- 1995م: "البهائيون، الذين أصبح وجودهم كجماعةٍ دينيةٍ قابلةٍ للحياة في جمهورية إيران الإسلامية مهددًا"
- 1997م: "الانتهاكات الجسيمة لحقوق الإنسان للبهائيين في الجمهورية الإسلامية الإيراينة"
- 1999م: "استمرار نمط الاضطهاد ضد البهائيين، والذي تفاقم في بعض الحالات، بما في ذلك أحكام الإعدام، والإعدامات، والاعتقالات، وإغلاق المعهد البهائي للتعليم العالي"
- 2000م: "نمطٌ متواصلٌ من الاضطهاد ضد البهائيين"
- 2001م: "قلقها إزاء التمييز المستمر ضد الأشخاص المنتمين إلى الأقليات، وخاصةً ضد البهائيين"
- 2004م: "لاحظت اللجنة ممارساتٍ تمييزيةً ضد أعضاء البهائيين في التعليم [و] لا تقدم الحكومة أي معلوماتٍ جديدةٍ عن وضع البهائيين فيما يتعلق بالوصول إلى الجامعة ومعاهد التعليم العالي"[4]
- يناير/كانون الثاني 2004م: "يُثير وضع البهائيين قلق المقرر الخاص أيضًا. إذ يُمنع أعضاء الجماعة البهائية من التعبير عن أنفسهم كبهائيين. ويتعرض البهائيون بشكلٍ روتينيٍ للمضايقة والاعتقال، وأحيانًا يُحكم عليهم بالسجن لفتراتٍ طويلةٍ إما بتهمة الردة أو الارتباط بالمؤسسات البهائية"
- مارس/آذار 2005م: "بدأ أفرادٌ في مدينة بابول بتدمير عقارٍ ذي أهميةٍ دينيةٍ كبيرةٍ لدى الطائفة البهائية في جميع أنحاء العالم ورغم محاولات حماية الموقع، أفادت التقارير بأن هدم بقية المبنى استمر تدريجيًا وبهدوءٍ، بطريقةٍ مصممةٍ لعدم لفت الانتباه. ويبدو أن التمييز المُبلغ عنه الذي تواجهه بعض الأقليات، بمن فيهم البهائيون، المحرومون من حقوق معينةٍ تمييزٌ قائمٌ على أسسٍ عرقيةٍ ودينيةٍ."
- مارس/آذار 2005م: "لا تزال اللجنة تشعر بالقلق إزاء التقارير التي تفيد بأن هذه الأقليات، وخاصةً الأقلية البهائية، تتعرض للمضايقة والترهيب والسجن بسبب معتقداتها الدينية".[5]
- يوليو/تموز 2005م: "يبدو أن المعلومات التي جمعها المقرر الخاص تشير إلى وجود عددٍ من حالات مصادرة الممتلكات البهائية".[6]
- نوفمبر/تشرين الثاني 2005م: "تصاعد وتزايد وتيرة التمييز وغيره من انتهاكات حقوق الإنسان ضد البهائيين، بما في ذلك حالات الاعتقال والاحتجاز التعسفيين، والحرمان من حرية الدين أو ممارسة الشؤون الطائفية علنًا، وتجاهل حقوق الملكية، وتدمير المواقع ذات الأهمية الدينية، وتعليق الأنشطة الاجتماعية والتعليمية والمجتمعية، والحرمان من الوصول إلى التعليم العالي، والتوظيف، والمعاشات التقاعدية، والسكن اللائق، وغيرها من الفوائد". تدعو الأمم المتحدة "حكومة جمهورية إيران الإسلامية إلى ضمان المساواة أمام القانون والحماية المتساوية له دون أي تمييزٍ في جميع الحالات، بما في ذلك لأفراد الأقليات الدينية أو العرقية أو اللغوية أو غيرها، المعترف بها رسميًا أو غير ذلك وإلى القضاء، قانونًا أو ممارسةً، على جميع أشكال التمييز القائم على أسسٍ دينيةٍ أو عرقيةٍ أو لغويةٍ، وغير ذلك من انتهاكات حقوق الإنسان ضد الأشخاص المنتمين إلى أقليات، بمن فيهم العرب والأكراد والبلوش والمسيحيون واليهود والمسلمون السنة والبهائيون، وإلى معالجة هذه المسألة بصراحةٍ، بمشاركةٍ كاملةٍ من الأقليات نفسها، لضمان الاحترام الكامل لحق جميع الأشخاص في حرية الفكر والضمير والدين أو المعتقد، وإلى تنفيذ تقرير المقرر الخاص للجنة حقوق الإنسان المعني بالتعصب الديني لعام ١٩٩٦، الذي أوصى بسبل يمكن لجمهورية إيران الإسلامية من خلالها تحرير الطائفة البهائية".[7]

### منظمة العفو الدولية
وقد وثّقت منظمة العفو الدولية أيضًا اضطهاد الطائفة البهائية في إيران. وقد كتب:
- 1993م: "لا تزال انتهاكات حقوق الإنسان الخطيرة مستمرة في إيران. ويُستهدف المعارضون السياسيون، سواء كانوا حقيقيين أو متخيلين، إلى جانب الأقليات الدينية مثل البهائيين"[8]
- 1996م: "أُعدم ما لا يقل عن 201 شخصًا، معظمهم خلال ثمانينيات القرن العشرين، ويبدو أن ذلك كان لأسبابٍ تتعلق بمعتقداتهم الدينية. لا يُسمح للبهائيين بالاجتماع أو إقامة الشعائر الدينية أو ممارسة شعائرهم الدينية جماعيًا. صودرت المباني والمواقع والمراكز البهائية وأُغلقت؛ وصودرت الممتلكات الخاصة والتجارية للبهائيين، وفُصل البهائيون من المناصب الحكومية والمدارس".[9]
- 1998م: "تُدين منظمة العفو الدولية إعدام روح الله روحاني إدانةً قاطعةً، وتخشى أن يكون قد أُعدم بسبب تعبيره السلمي عن معتقداته. وتعلم منظمة العفو الدولية حاليًا بسبع حالاتٍ لسجناء بهائيين محكومٌ عليهم بالإعدام، وتدعو إلى تخفيف هذه الأحكام وجميع أحكام الإعدام الأخرى دون تأخير".[10]

### الاتحاد الأوروبي

الاتحاد الأوروبي

وكتب الاتحاد الأوروبي في تقريره السنوي لعام 2004م بشأن حقوق الإنسان:
لم يُحرز تقدم يُذكر في المجالات الرئيسية المثيرة للقلق. كما أُعرب عن القلق مجدداً إزاء تدمير المقام البهائي المقدس في بابول، ورفض السلطات السماح بإعادة دفن رفات البهائيين فيه بكرامة.

وفي خطاب ألقاه في البرلمان الأوروبي في أكتوبر/تشرين الأول 2005م نيابةً عن المفوض الأوروبي للتعليم والتدريب والثقافة والتعددية اللغوية، قال يان فيجل:
فيما يتعلق بالوضع الراهن لحقوق الإنسان في إيران، ثمة ما يدعو للقلق المتزايد. وهناك قضايا أخرى خطيرة مثيرة للقلق برزت مؤخرًا: اعتقال أعضاء الديانة البهائية.

### حكومة الولايات المتحدة
وذكر مكتب الديمقراطية وحقوق الإنسان والعمل التابع لوزارة الخارجية الأمريكية في تقريره لعام 2004م بشأن الحريات الدينية الدولية ما يلي:
- "إن الحكومة تضايق المجتمع البهائي من خلال اعتقال البهائيين بشكلٍ تعسفيٍ".[13]
- "إن حقوق الملكية للبهائيين يتم تجاهلها بشكلٍ عامٍ، وقد صادرت الحكومة أعدادًا كبيرةً من الممتلكات الخاصة والتجارية التي تخص البهائيين"[13]
- "تستمر الجامعات العامة والخاصة في رفض قبول الطلاب البهائيين".[13]
- "لا يُسمح للمدارس البهائية الرسمية"[13]

في عام 2008م، أقر مجلس النواب الأمريكي مشروع قانون رقم HR. RES. 1008، إدانة لاضطهاد البهائيين في إيران.

### الحكومة الإيرانية
تزعم الحكومة الإيرانية أن البهائيين أعداءٌ للدولة، وكانوا من مؤيدي حكومة الشاه السابق وجواسيس يعملون لصالح الحكومات الإمبريالية في الغرب. حتى قبل عودته إلى إيران، قال آية الله الخميني في مقابلةٍ أُجريت معه إنه يعتقد أن البهائيين خوَنة صهاينة وأعداء للإسلام.
حاول الممثل الإيراني لدى الأمم المتحدة عدة مراتٍ، وإن كان دون جدوى، بين عامي 1982م و1984م إقناع المجتمع الدبلوماسي في الأمم المتحدة بأن الديانة البهائية هي منظمةٌ مسيسةٌ ولها سجلٌ من النشاط الإجرامي ضد الحكومة الإيرانية وليست دينًا شرعيًا مثل اليهودية والمسيحية والزرادشتية التي تحميها القوانين الإيرانية؛ ولم تعترف إيران بأن الديانة البهائية هي دينٌ.

### الكتاب والأكاديميون الإيرانيون
الاعتقاد السائد بين الشعب الإيراني هو أن البهائيين هم أعداء الدولة، ومؤيدون لحكومة الشاه السابقة:
لكن الحقيقة هي أن لا أحد يهتم بما يحدث للبهائيين.— إقبال لطيف، The Iranian August 5, 2002
أنا مفتونٌ بحقيقة أننا - تقريبًا كل إيراني غير بهائي - لا نعتبر البهائيين إيرانيين. نعتبرهم أبناءً غير شرعيين للاستعمار البريطاني الذي يهدف إلى تدمير الإسلام، وتحديدًا الإسلام الشيعي. إنهم ليسوا حتى إيرانيين "آخرين". نراهم شيئًا آخر، أو ربما لا نراهم إطلاقًا.— جهانشاه جاويد، The Iranian July 3, 2002
ولكن على الرغم من الاحتفاء بالبهائيين لمساهمتهم في تطوير الفكر الإيراني أو حتى مشاركتهم في مناقشات حول صحة معتقداتهم، فإنهم يعتبرون أن لديهم ولاءات مشبوهة، وإمبرياليين أجانب و"عملاء صهاينة".— جهانشاه جاويد، The Iranian July 3, 2002
الفكرة الشائعة بين المسلمين الإيرانيين وغيرهم من غير المسلمين هي أن البهائيين تمتعوا بمكانة مميزة في عهد محمد رضا شاه.— البروفيسور ساناساريان، 
هناك العديد من الإيرانيين الذين نشروا كيف ولماذا يفكر الإيرانيون في البهائيين باعتبارهم غرباء. الدكتور محمد توكلي، وهو مسلمٌ إيرانيٌ وأستاذ دراسات الشرق الأوسط في جامعة تورنتو، يقدم في مجلة إيران نامه، وهي مجلة أكاديمية باللغة الفارسية، دراسةً تبحث في العمليات التي أدت إلى عزل البهائيين في إيران و"تهميشهم" في نهاية المطاف من قبل القوى السياسية والدينية داخل المجتمع الإيراني. وتشمل البيانات الأخرى ما يلي:
إن هذا هو الاحتمال الذي يتعين علينا جميعاً أن نتحمل مسؤوليته ونتجنبه؛ إذ يتعين على الإيرانيين أن يقبلوا أن البهائيين هم مجتمع متكامل ومخلص داخل إيران، ويتمتعون بنفس الشمولية المخصصة للشيعة والأقليات الأخرى.— إقبال لطيف، The Iranian August 5, 2002
هيا. اذهب واسكب دمعة على الفلسطينيين. إنهم يستحقون ذلك. إسرائيل تسحقهم كالنمل. ولكن عندما تتاح لك الفرصة، لا تهتم بالبهائيين أيضًا. هل تريد قضية نبيلة؟ هل تريد الصراخ والاحتجاج ضد الظلم؟ أقول لك... لقد تم الاستخفاف بالبهائيين في قضاياهم.— جهانشاه جاويد، The Iranian July 3, 2002
في 15 يوليو 2013م، قبّل محمد نوري زاد قدمي طفلٍ بهائيٍ يبلغ من العمر 4 سنواتٍ، اعتُقل والداه لمشاركتهما في المعهد البهائي للتعليم العالي، قائلاً: "لماذا لا أقبّل قدميك بصفتي ممثلاً لمكتب [المرشد الأعلى الإيراني آية الله علي خامنئي ومصادر التقليد الشيعية العديدة؟" ونشر الحدث على مدونته. ردّ والد الصبي في رسالةٍ من السجن بتاريخ 18 يوليو/تموز، قائلاً: "سيد نوري زاد! لقد طلبت من أرتين أن يصفعك ويبصق عليك. لقد سمعتُ هذا الطلب كمحاولةً منك لتخفيف ألمه، وعلامةً واضحةً على صدقك وتحملك للمسؤولية. في الوقت نفسه، أتمنى ألا يتعرض أي جسدٍ بشريٍ لمثل هذا، فالجسد يأوي الروح البشرية، والروح البشرية تجسيدٌ للذات الإلهية."

### الرد من الأمم المتحدة
وردت الأمم المتحدة على اتهامات الحكومة الإيرانية مؤكدةً أنه لا يوجد دليلٌ على مزاعم إيران وأن الطائفة البهائية في إيران تعلن ولاءها للدولة. أشارت الأمم المتحدة إلى التعاليم البهائية بشأن الطاعة لحكومة البلد وذكرت أن أي تورطٍ في أي أعمالٍ تخريبيةٍ ضد الحكومة سيكون مناقضًا لمبادئ الديانة البهائية. وذكرت الأمم المتحدة أيضًا أنه إذا اعترفت الحكومة الإيرانية بأن الديانة البهائية هي دين، فسيكون ذلك بمثابة اعترافٍ بأن حرية الدين لا تنطبق على الجميع في إيران وأنها لا تلتزم بالإعلان العالمي لحقوق الإنسان والعهود الدولية لحقوق الإنسان التي وقعت عليها.

### الرد من الشخصيات البارزة
وقد رفعت العديد من الشخصيات المعروفة أصواتها أيضًا بشأن هذه القضية. بعض هذه المصادر تشمل مقالة راين ويلسون على موقع سي إن إن، وأغنية ياران لكيه سي بورتر، وفيديو إخماد النور لميثاق كاظمي ومؤسسة حرية الاعتقاد لجاك لينز.

## اعتقال القائمين على إدارة الجامعة البهائية في إيران في عام 2008م
كانت هناك دعواتٌ واسعة النطاق من الشخصيات العامة والحكومات والمنظمات إلى الحكومة الإيرانية لإطلاق سراح البهائيين، خاصةً بعد إعلان المحاكمة في 11 فبراير 2009م. العديد من أعضاء الحكومة البرازيلي تحدثوا عن البهائيين في أبريل 2008م. من الولايات المتحدة أعلن ممثل فرانك ر. وولف أنه كان مُزعجًا بشدة بشأن الاضطهاد المنهجي للباهائيين الذين شهدوا خلال المحاكمة المعلنة. قدم عضو الكونجرس في وقتٍ لاحقٍ  (مارك كيرك) من ولاية إلينوي قرارًا حول موضوع المحاكمة يدان حكومة إيران بسبب اضطهادها الذي ترعاه الدولة للأقلية البهائية. تم الرعاية المشتركة في القرار من قبل ممثلي آخرين. تم تقديم قرار مجلس الشيوخ من قبل السناتور رون وايدن من أوريغون، الذي شارك فيه سام براونباك، كانساس؛ روبرت مينيندز، نيو جيرسي؛ أولمبيا سنو، ماين؛ وشيلدون وايت هاوس، رود آيلاند. في كندا وجد ديباك أوبرائي الأمين البرلماني الكندي لوزير الشؤون الخارجية، إعلان المحاكمة مقلقًا للغاية، والذي تم التردد عليه من قبل  (لورنس كانون) وزير الشؤون الخارجية الكندي. في ألمانيا قال رئيس الجماعة الألمانية في البرلمان الألماني، بيتر رامساور، إنه "قلق عميق". في المملكة المتحدة أعرب وزير الخارجية البريطاني بيل راميل أيضًا عن قلقهم بشأن المحاكمة. أدانت رئاسة الاتحاد الأوروبي (الاتحاد الأوروبى)، بدعم من الدول المرتبطة بالاتحاد الأوربي المحاكمة، والتي تم التردد عليها من قبل رئيس البرلمان الأوروبي. في أستراليا تحدثت وزارة الخارجية والتجارة الأسترالية عن الموضوع، وكذلك مارك ويتزمان، مدير فريق العمل ضد الكراهية في مركز سايمون ويزنتال. في هولندا قال وزير الخارجية الهولندي ماكسيم فيرهاجن إن هولندا تشعر بقلق جديد، وخشيةً من أن المحاكمة لن تكون عادلةً، وقد طلبت مراقبًا مستقلًا. اعتمدت اللجنة الفرعية البرلمانية الكندية لحقوق الإنسان اقتراحًا صيغًا قويًا في 24 فبراير تم إرساله إلى اللجنة الكاملة في 26 فبراير. في نفس اليوم، كتب رئيس مجلس النواب البريطاني، هنري غرنوالد كيو سي، إلى وزير الخارجية ديفيد ميليباند مع دعوةٍ جديدةٍ للحكومة لدعم المجتمع البهائي المضطهد في إيران. وتكرار الخطوات التي اتخذت في عام 2006م بعد تقارير المقرر الخاص للأمم المتحدة لحرية الدين في ذلك الوقت، في أبريل 2009م، وافقت لجنة الشؤون الخارجية في مجلس النواب الأسباني الأدنى بالإجماع على قرار بشأن الاضطهاد "المنهجي" الذي يتم ممارسته على المجتمع البهائي. في مايو 2009م، أعلنت اقتراح من مجلس النواب الأسترالي عن "قلق بالغ" من عدم وجود إمكانية الحصول على ممثلةٍ قانونيةٍ أو إجراءٍ قانونيٍ مناسبٍ، بأن اتهامات "التمجسين وإهانة القديسات الدينية، والدعاية ضد الجمهورية الإسلامية، وأن هذه التهم قد تجذب عقوبة الإعدام". وقدم النواب دعوةً إلى إيران "للرعاية بالحق في حرية الدين والممارسة السلمية لحرية التعبير والاتحاد، وفقا للمعاهدات الدولية لحقوق الإنسان" و"إطلاق سراح السبعة محتجزين البهائيين دون تأخير". تحدث ست أعضاء في البرلمان من كلا الأحزاب الرئيسية لدعم هذا الاقتراح: ليخارد تورنور، وكوان سيمبكنز، هندمارش جورجاناس، أوكونور تركيا، إيزاكس دريفوس، ولونغمان سوليفان. أعضاء البرلمان الألماني، والمتحدثون الحزبيون إيريكا شتاينباخ النائب (CDU/CSU)، وكريستوف ستراسر النائب (SPD)، فولكر بيك النائب (B90/DIE GRÜNEN) ورئيس بورخاردت مولر-سونكسين MdB (FDP) متحدين في إصدار إعلان مشترك يطالب "بإطلاق سراحٍ فوريةٍ ودون شروطٍ لقادة المجتمع الديني البهائي".
كما أصدرت منظمات حقوق الإنسان بيانات: أصدرت منظمة العفو الدولية تنبيهات عمل محدثة بشأن المحاكمة في فبراير 2009م، ومرةً أخرى في يوليو، وأدانت منظمة فريدوم هاوس المحاكمة بشدة، واقترحت المنظمة العالمية لمناهضة التعذيب إجراءاتٍ لضمان حرية القيادة وغيرهم من المعتقلين. ردًا على رسالة من روكسانا صابري، التي كانت على اتصالٍ باثنتين من قيادات البهائية أثناء وجودها في السجن، طالبت لجنة الولايات المتحدة للحريات الدينية الدولية بالإفراج عن السجينات السبع بدلاً من محاكمتهن.
وكانت هناك أيضًا مجموعاتٌ من الأفراد الذين تحدثوا علنًا. في 4 فبراير 2009م، وقع 267 من الأكاديميين والكتاب والفنانين والصحفيين والناشطين الإيرانيين غير البهائيين من حوالي 21 دولة بما في ذلك إيران على رسالة اعتذار مفتوحة نُشرت على موقع Iranian.com وذكروا أنهم يعتقدون أن البهائيين قد حرموا من حقوقهم في الجمهورية الإسلامية، وتعهدوا بدعمهم لتحقيق الحقوق المفصلة في الإعلان العالمي لحقوق الإنسان للبهائيين في إيران. كما وقع العديد من الهنود البارزين، بما في ذلك كبار رجال القانون في النظام القانوني الهندي، والصحافيين، ونشطاء الحقوق المدنية، على رسالةٍ مفتوحةٍ تحث إيران على الالتزام بالاتفاقيات الدولية لحقوق الإنسان والإفراج عن المعتقلين على الفور. كتب الفنانون البريطانيون رسالة مفتوحة نشرت في صحيفة التايمز اللندنية عن أولئك الذين سيخضعون للمحاكمة، معبرين عن تضامنهم مع البهائيين". كما نشر راين ويلسون، وهو ممثلٌ أمريكيٌ، تعليقًا عبر سي إن إن. وقد أضافت مجموعةً بارزةً تضم أكثر من ستين أستاذًا وباحثًا متخصصين في الدراسات الشرق أوسطية والإيرانية أصواتهم للاحتجاج أيضًا. حثت شيري بلير، المحامية البريطانية وزوجة توني بلير، قراء صحيفة التايمز على أن يظلوا على دراية بالاضطهاد الذي تمارسه الدولة ضد الأقلية الدينية البهائية في إيران، وحثت الحكومة الإيرانية على منح هؤلاء الأفراد محاكمة عادلة والسماح للمراقبين المستقلين بالوصول لضمان حدوث ذلك. في حديثه أمام حشدٍ من أكثر من 1400 شخصٍ احتشدوا في قاعة ليسنر بجامعة جورج واشنطن في 12 سبتمبر 2009م، أضاف الدكتور آزار نفيسي، المؤلف الأكثر مبيعًا: شهره أغداشلو، قبل أيام من فوزها بجائزة إيمي 2009م؛ والدكتور دوايت بشير، المدير المساعد للسياسات في لجنة الولايات المتحدة للحريات الدينية الدولية، أصواتهم إلى أولئك الذين يشعرون بالقلق إزاء حقوق الإنسان في إيران واضطهاد البهائيين في إيران. تم نشر محاضرة أغداشلو على وجه الخصوص على اليوتيوب.

## روابط خارجية
- البهائيون: التهديد المتزايد للبهائيين في إيران
- المسألة البهائية - التطهير الثقافي في إيران